# Sporobolus macranthelus
Sporobolus macranthelus är en gräsart som beskrevs av Emilio Chiovenda. Sporobolus macranthelus ingår i släktet droppgräs, och familjen gräs. Inga underarter finns listade i Catalogue of Life.